# Zvoníčkov
Zvoníčkov (německy Männelsdorf) je zaniklá vesnice v okrese Chomutov. Nacházela se dva kilometry jižně od Úhošťan podél silnice č. III/22423 do Vlkaně a Kojetína v nadmořské výšce okolo 525 m. Zanikla v roce 1963 vysídlením. Na jejím místě dosud stojí zříceniny několika domů.

## Název
Název vesnice je odvozen z německého příjmení Männel (zdrobnělina s českým ekvivalentem Mužík) ve významu Mänlova ves. V historických pramenech se jméno vesnice vyskytuje ve tvarech: Mensdorf (1460), in Manelsdorffie (1488), Mendlstorff (1593), Mennelsdorff (1653), Mennelsdorf (1787), Mannelsdorf (1846) a Männelsdorf (1854). Český název Zvoníčkov byl stanoven podle příjmení předsedy místní správní komise J. Zvoníčka v roce 1947.

## Historie

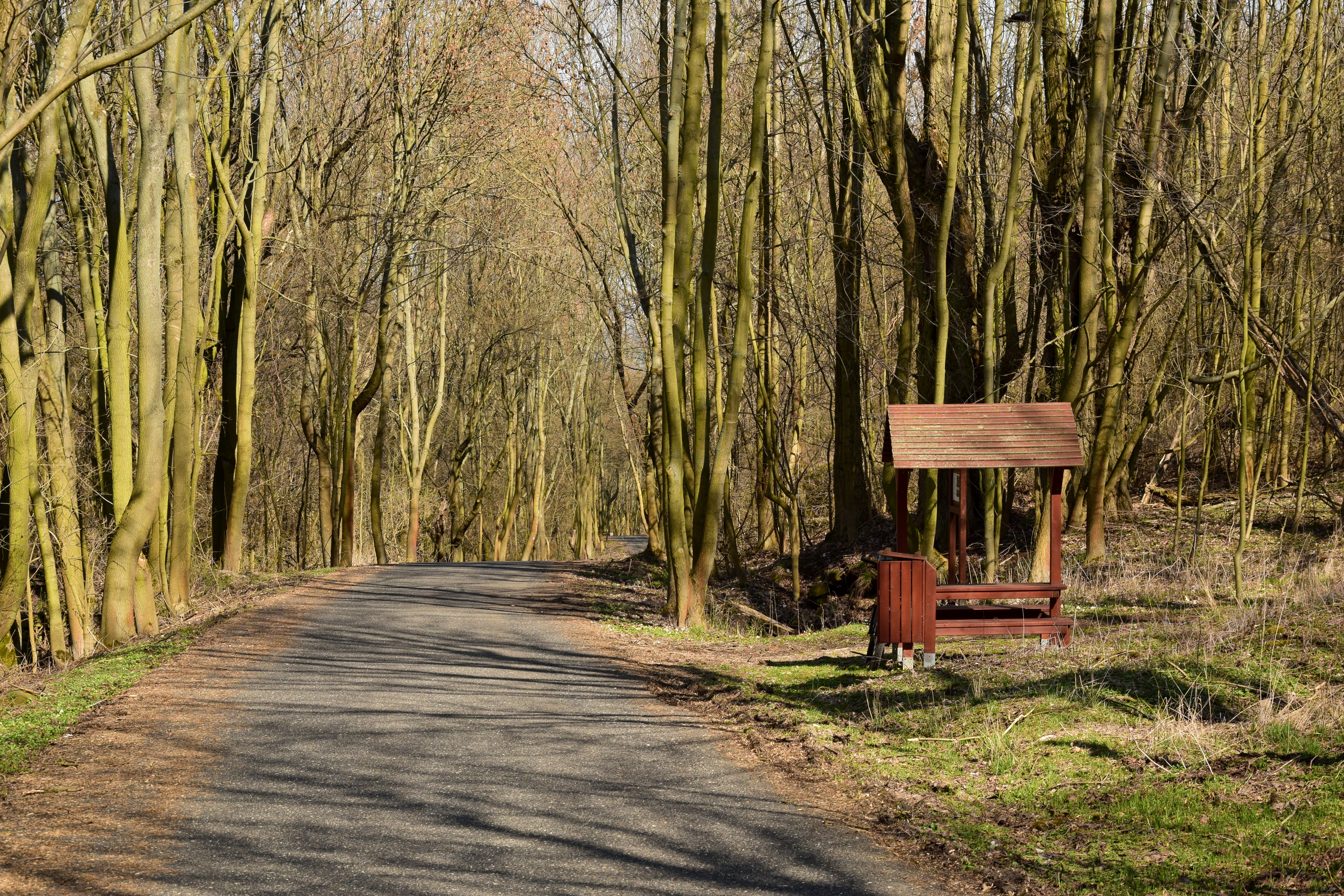
Silnice a turistický přístřešek

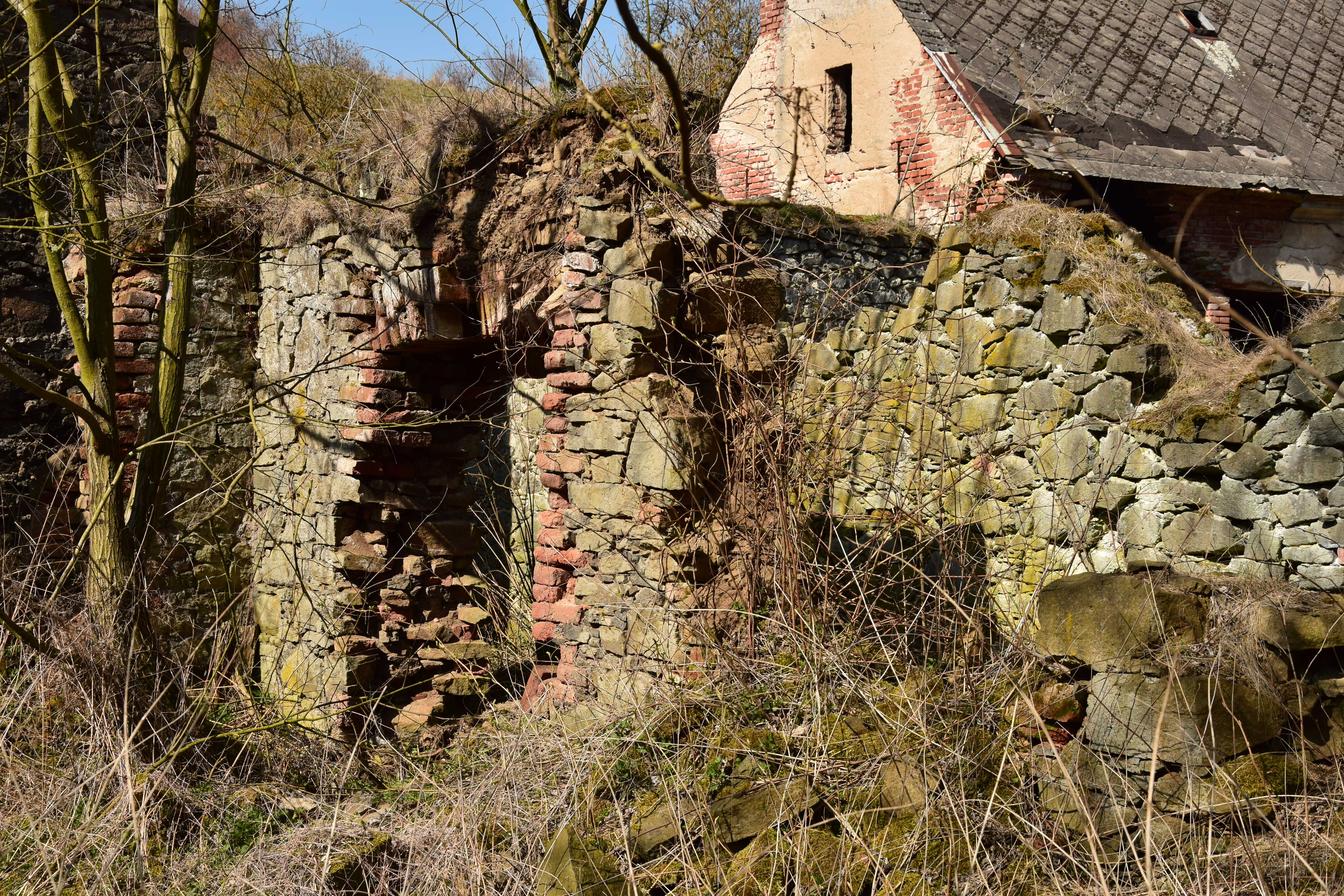
Zřícenina domu u silnice v horní části vesnice

Vesnice byla poprvé zmíněna roku 1460 jako součást panství hradu Egerberk, když jej Ilburkové prodávali Bossovi z Fictumu. Fictumové panství vlastnili do roku 1557, kdy je od nich koupil Bohuslav Hasištejnský z Lobkovic. Dalším majitelem se roku 1591 stal Linhart Štampach ze Štampachu, který sídlil v Ahníkově. Za účast na stavovském povstání Štampachové přišli o majetek a Egerberk s příslušenstvím se roku 1623 stal částí rozsáhlého kláštereckého panství Kryštofa Šimona Thuna, k němuž Zvoníčkov patřil až do roku 1850.
Podle urbáře z roku 1572 žilo ve vesnici sedm poddaných, kteří hospodařili na sedmnácti hektarech půdy, z čehož většinu tvořily pastviny a les. Berní rula z roku 1654 ve vsi uvádí tři sedláky, pět chalupníků a čtyři rodiny bez pozemků. Sedláci vlastnili dohromady pět potahů a chovali tři krávy, čtyři jalovice, jedno prase a pět koz. Chalupníci měli devět potahů, čtyři krávy, dvanáct jalovic a sedm koz. Dva bezzemci se živili jako zedník a truhlář a oba chovali po jedné krávě a koze.
Johann Gottfried Sommer ve svém díle z roku 1846 ve Zvoníčkově uvádí dvacet domů, ve kterých žilo 105 obyvatel. Obyvatelé se živili především zemědělstvím, ale někteří pracovali jako horníci při těžbě seladonitu – zelené hlinky používané k výrobě barviv. Na polích se pěstovalo žito, v menší míře ječmen a z dalších plodin byly významné hrách, čočka, brambory a ovoce.
Až do konce první světové války ve vsi žili pouze Němci. V roce 1904 byl založen sbor dobrovolných hasičů. Elektřina byla do vsi zavedena až v roce 1938. Po druhé světové válce došlo k vysídlení Němců z Československa, ale vesnici se nepodařilo zcela dosídlit novými obyvateli. Roku 1963 vesnice úředně zanikla.

## Přírodní poměry

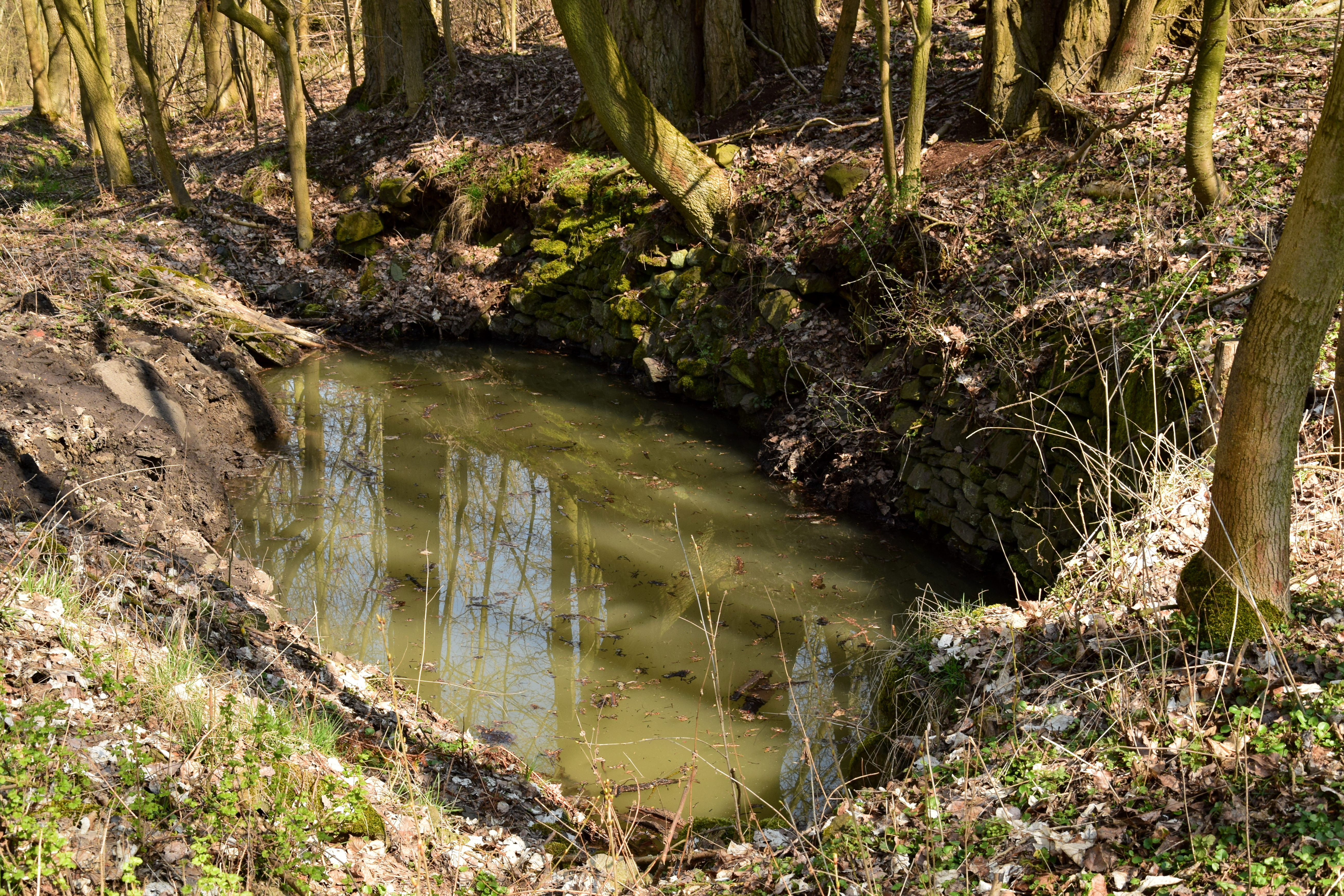
Vodní nádrž u turistického přístřešku

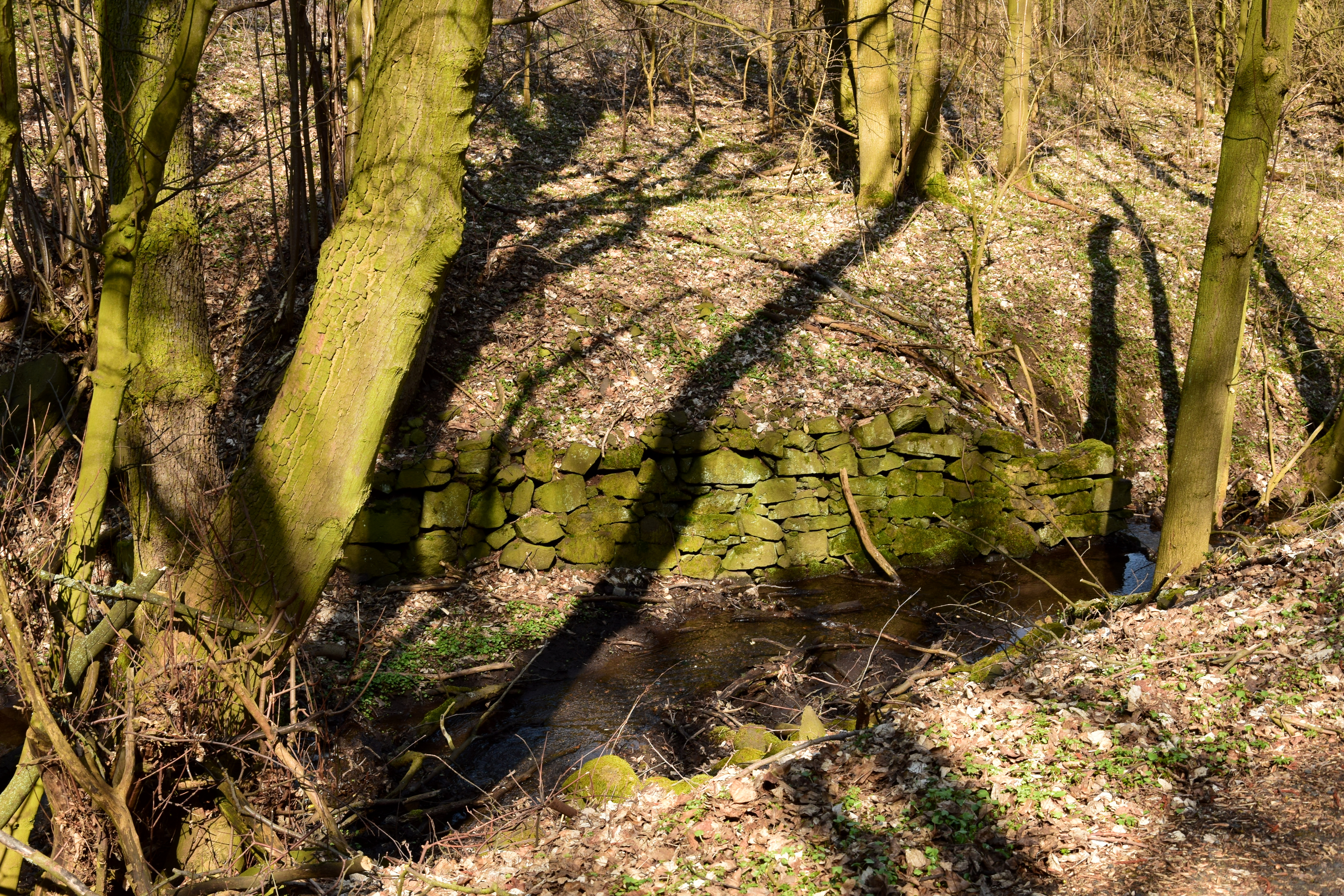
Potok

Vesnice stávala ve východní části Doupovských hor v okrsku Jehličenská hornatina. Nacházela se v nadmořské výšce okolo 525 metrů v závěru údolí drobného přítoku Úhošťanského potoka. Geologické podloží v jejím okolí tvoří třetihorní vulkanické horniny zastoupené různými druhy čediče, tefritu a jim podobnými, na kterých se vyvinul půdní typ kambizem eutrofní.
V rámci Quittovy klasifikace podnebí se okolí vesnice nachází na rozhraní mírně teplých oblastí MT3 a MT7. Pro chladnější oblast MT3 jsou typické průměrné teploty −3 až −4 °C v lednu a 16–17 °C v červenci. Roční úhrn srážek dosahuje 600–750 milimetrů, počet letních dnů je 20–30, počet mrazových dnů se pohybuje od 130 do 160 a sněhová pokrývka zde leží 60–100 dnů v roce.

## Obyvatelstvo
Při sčítání lidu v roce 1921 zde žilo 107 obyvatel (z toho 53 mužů) německé národnosti a římskokatolického vyznání. Podle sčítání lidu z roku 1930 měla vesnice 93 obyvatel se stejnou národnostní a náboženskou strukturou.
|           | 1869 | 1880 | 1890 | 1900 | 1910 | 1921 | 1930 | 1950 | 1961 |
| --------- | ---- | ---- | ---- | ---- | ---- | ---- | ---- | ---- | ---- |
| Obyvatelé | 90   | 106  | 114  | 101  | 106  | 107  | 93   | 24   | .    |
| Domy      | 20   | 21   | 21   | 22   | 19   | 19   | 17   | 7    | .    |

## Obecní správa
Po zrušení poddanství se Zvoníčkov stal v roce 1850 obcí v okrese Kadaň. Při sčítání lidu v letech 1869–1910 ke Zvoníčkovu patřily osady Brodce, Dlouhý Luh, Donín a Pastviny. Dlouhý Luh u obce zůstal až do poloviny dvacátého století. Při sčítáni lidu roku 1950 byl Zvoníčkov osadou Úhošťan, ale podle Zdeny Binterové k nim byl připojen až v roce 1953.

## Osobnosti
V roce 1718 se ve Zvoníčkově narodil stavitel Jan Václav Kosch.